# Wim van de Camp
Wim van de Camp, né le 27 juillet 1953, est un homme politique néerlandais, membre de l'Appel chrétien-démocrate (CDA).

## Biographie
Wim van de Camp a été membre de Parlement néerlandais de 1986 à 2009. Il a été le mentor de nombreux jeunes politiciens, surnommés « élèves de la classe de Wim ».
Lors des élections européennes de 2009, il est élu au Parlement européen, où il a présidé la délégation du CDA au sein du groupe du Parti populaire européen de 2009 jusqu'en 2013. Il a également été membre de la Commission des libertés civiles, de la justice et des affaires intérieures et de la Commission du marché intérieur et de la protection des consommateurs. En novembre 2013, Wim van de Camp a perdu la bataille pour la présidence de la délégation du CDA au profit d'Esther de Lange. 
Troisième sur la liste de son parti, il est réélu député européen lors des élections européennes de 2014.
Il a été membre de la commission du transport et du tourisme, de la commission du commerce international et de la commission du contrôle budgétaire. Il a été également membre de la délégation pour les relations de l'UE avec la République populaire de Chine et de la délégation à la commission parlementaire Cariforum-UE.
À la fin de 2013, il a publié un livre compilant plusieurs de ses interviews.
Il n'était pas candidat aux élections européennes de 2019.
Il est ouvertement gay.